# 2146 Stentor
A 2146 Stentor (ideiglenes jelöléssel 1976 UQ) egy kisbolygó a Naprendszerben. Richard Martin West fedezte fel 1976. október 24-én. A Jupiter pályáján keringő trójai csoport tagja.